# Mihai Stoichiță
Mihai Cristian Stoichiță (nacido el 10 de mayo de 1954) es un exfutbolista y entrenador de fútbol rumano actualmente es el director de scouting de Selección de fútbol de Rumania.

## Carrera de Entrenador
Stoichiță se incorporó al Steaua București en 1994 como entrenador asistente de Dumitru Dumitriu. Cuando Dumitriu renunció a principios de la temporada 1997-1998, Stoichiță se convirtió en entrenador. Llevó al equipo al título de liga y siguió este éxito al ganar la Supercopa de Rumania de 1998.
Stoichiță llevó a Selección de futbol de Panamá al cuarto lugar en la clasificación de la Copa UNCAF 2001 celebrada en Honduras. La Asociación de Fútbol de Kuwait lo contrató en 2006 para entrenar a su equipo nacional de fútbol. Stoichiţă tenía la tarea de ganar un punto en el partido fuera de casa en Uzbekistán para clasificarse para un desempate de dos partidos contra Baréin en los Clasificatorios para la Copa del Mundo. A pesar de liderar con dos goles después de los primeros 30 minutos, Baréin perdió 2-3 y quedó eliminado de la Copa del Mundo.
El 18 de septiembre de 2009, dos horas después del despido de Cristiano Bergodi, el propietario del Steaua București, Gigi Becali, lo anunció como nuevo entrenador del equipo. Renunció en mayo de 2010, después de terminar la temporada 2009-10 en la cuarta posición. En junio de 2010, Stoichiţă se unió al Astra Ploiești, pero fue despedido después de solo un par de meses debido a los malos resultados. Regresó a Chipre, para una segunda etapa en AEL Limassol FC.
En septiembre de 2011, Stoichiţă regresó a Rumanía para ayudar al recién ascendido CS Mioveni en su intento de evitar el descenso, pero una oferta de Apollon Limassol le obligó a regresar a Chipre. A principios de marzo de 2012, rescindió su contrato y regresó a Rumanía. El 27 de marzo de 2012 regresó al Steaua, firmando contrato hasta final de temporada. Su contrato no fue renovado porque no logró ganar el título con el Steaua.

## Clubes

### Como jugador
| Club                     | País    | Año         |
| ------------------------ | ------- | ----------- |
| Dinamo București Juvenil | Rumania | 1971 - 1973 |
| Jiul Petroşani           | Rumania | 1973 - 1974 |
| Autobuzul București      | Rumania | 1974 - 1975 |
| Jiul Petroşani           | Rumania | 1975 - 1981 |
| Progresul București      | Rumania | 1981 - 1983 |
| CS Târgovişte            | Rumania | 1983 - 1984 |
| Progresul București      | Rumania | 1985 - 1986 |
| Gloria Buzău             | Rumania | 1986 - 1988 |

### Como Segundo Entrenador
| Club               | País    | Año         | S. Entrenador de. |
| ------------------ | ------- | ----------- | ----------------- |
| Naţional București | Rumania | 1988 - 1990 |                   |
| Dinamo București   | Rumania | 1993 - 1994 | Florin Halagian   |
| Steaua București   | Rumania | 1994 - 1997 | Dumitru Dumitriu  |

### Como Entrenador
| Club               | País     | Año         |
| ------------------ | -------- | ----------- |
| Callatis Mangalia  | Rumania  | 1991 - 1992 |
| Rocar București    | Rumania  | 1992 - 1993 |
| Steaua București   | Rumania  | 1997 - 1998 |
| Național București | Rumania  | 1999 - 2000 |
| Litex Lovech       | Bulgaria | 2000        |
| Selección Nacional | Panamá   | 2001        |
| Sheriff Tiraspol   | Moldavia | 2001 - 2002 |
| Ankaragücü         | Turquía  | 2002 - 2003 |
| Selección Nacional | Armenia  | 2003 - 2004 |
| Pyunik Yerevan     | Armenia  | 2003 - 2004 |
| Farul Constanţa    | Rumania  | 2004        |
| Oţelul Galaţi      | Rumania  | 2005        |
| Selección Nacional | Kuwait   | 2005 - 2006 |
| Aris Limassol      | Chipre   | 2007 - 2008 |
| Al-Salmiya         | Kuwait   | 2008 - 2009 |
| AEL Limassol FC    | Chipre   | 2009        |
| Steaua București   | Rumania  | 2009 - 2010 |
| Astra Ploiești     | Rumania  | 2010        |
| AEL Limassol FC    | Chipre   | 2010 - 2011 |
| CS Mioveni         | Rumania  | 2011        |
| Apollon Limassol   | Chipre   | 2011 - 2012 |
| Steaua București   | Rumania  | 2012        |
| Sheriff Tiraspol   | Moldavia | 2012 - 2013 |
| Al-Salmiya         | Kuwait   | 2013 - 2014 |
| Petrolul Ploiești  | Rumania  | 2014 - 2016 |

### Como Director de Scouting
| Club               | País    | Año           |
| ------------------ | ------- | ------------- |
| Selección Nacional | Rumania | 2017-presente |

## Palmarés

### Como jugador
| Título          | Club           | País    | Año     |
| --------------- | -------------- | ------- | ------- |
| Copa de Rumania | Jiul Petroşani | Rumania | 1973-74 |

### Como Entrenador
| Título               | Club             | País     | Año     |
| -------------------- | ---------------- | -------- | ------- |
| Primera División     | Steaua București | Rumania  | 1997-98 |
| Supercopa de Rumania | Steaua București | Rumania  | 1998    |
| Primera División     | Sheriff Tiraspol | Moldavia | 2001-02 |
| Copa de Moldavia     | Sheriff Tiraspol | Moldavia | 2001-02 |
| Primera División     | Pyunik Yerevan   | Armenia  | 20004   |
| Copa de Armenia      | Pyunik Yerevan   | Armenia  | 2004    |
| Supercopa de Armenia | Pyunik Yerevan   | Armenia  | 2004    |